# William Hayward Pickering
William Hayward "Bill" Pickering ONZ  (24 tháng 12 năm 1910 - 15 tháng 3 năm 2004) là một nhà khoa học người Mỹ gốc New Zealand, đứng đầu Phòng thí nghiệm Động cơ phản lực (JPL) tại Pasadena, California trong 22 năm. Ông là một trong những lãnh đạo kỳ cựu của NASA, tiên phong trong việc thám hiểm không gian. Pickering cũng là thành viên sáng lập của Học viện Kỹ thuật Quốc gia Hoa Kỳ.